# ایجاب و قبول
ایجاب و قبول به هر چیزی گفته می‌شود که بیانگر قصد و اراده طرفین قرارداد در انعقاد یک عقد باشد. به عبارت دیگر ایجاب و قبول نشانگر قصد انشایی طرفین یک عقد است؛ طرف ایجاب کننده، موجب و طرف قبول کننده، قابل نامیده می‌شوند. انشاء در لغت به معنای ایجاد و به وجود آوردن است و قصد انشاء به معنای به وجودآوردن یک ماهیت در عالم خارج.
به‌طور کلی ایجاب به معنای آن است که شخصی اراده خود را برای ایجاد یک قرارداد به دیگری اعلام کند به تعبیر دیگر ایجاب اولین انشای یکی از طرفین عقد است که زودتر از طرف دیگر اعلام می‌شود. قبول نیز به معنی پذیرش ایجاب است و در معنای اصطلاحی انشای بعدی است که به موجب طرف دیگر معامله انشای طرف اول را می‌پذیرد بدین ترتیب شخص با رضایت خود نسبت به ایجاب، یک قرارداد یا همان عقد را ایجاد می‌کند.
مطابق بند اول ماده ۱۹۰ قانون مدنی ایران یکی از شرایط صحت قراردادها، قصد و رضای طرفین است و این قصد و رضا تنها به وسیله ایجاب و قبول مشخص می‌گردد. در تمامی عقود، ایجاب و قبول در کنار سایر شرایط صحت مندرج در ماده ۱۹۰ قانون مدنی، رکنی جداناپذیر از تشکیل عقد است.

## کفایت ایجاب و قبول برای تحقق عقد
در حالت کلی ایجاب و قبول برای تحقق عقد کافی است اما در بعضی از عقود علاوه بر ایجاب و قبول رکن یا ارکان دیگری نیز نیاز است تا عقد شکل گرفته باشد به همین منظور عقود به سه دسته عقود رضایی، عینی و تشریفاتی تقسیم می‌شود که مصادیق آن‌ها در نظام‌های حقوقی مختلف متفاوت است. 
به طور کلی اصل بر رضایی بودن عقود است. عقود رضایی به صرف ایجاب و قبول به وجود می‌آیند و به چز دیگری نیاز ندارند.
عقود عینی عقودی هستند که در کنار ایجاب و قبول نیازمند قبض هستند یعنی باید مال مورد معامله توسط یک طرف به طرف دیگر تسلیم شود و در واقع قبض شرط صحت آنهاست و بدون قبض اثری ندارند. در حقوق ایران عقد هبه، رهن و وقف و بیع طلا و نقره (بیع صرف) از زمره عقود عینی هستند.
عقود تشریفاتی نیز عقودی هستند که علاوه بر ایجاب و قبول نیازمند رعایت تشریفات خاصی هستند مانند فروش اموال دولتی که باید ضوابط و مقررات مختلفی در آن رعایت شود. گسترش بوروکراسی دولتی باعث افزایش تعداد این عقود شده است. در بسیاری از نظام‌های حقوقی (اما نه در ایران) بیع املاک غیرمنقول و ازدواج هم تشریفاتی محسوب می‌شود یعنی صرف توافق دو طرف باعث وقوع عقد نمی‌شود و به توافق مکتوب در یک نهاد معین اداری نیاز دارند. 